# Fabless
Fabless – model biznesowy polegający na projektowaniu oraz sprzedaży sprzętu elektronicznego i układów półprzewodnikowych przy jednoczesnym outsourcingu ich produkcji do wyspecjalizowanych producentów działających w modelu biznesowym nazywanym foundry („model odlewni”), którzy zlokalizowani są zazwyczaj, choć nie wyłącznie, w Stanach Zjednoczonych, Chinach i na Tajwanie. Angielska nazwa fabless związana jest z prowadzeniem działalności „bez fabryk” lub „bez produkcji” (ang. fabrication). Przedsiębiorstwa działające w modelu fabless mogą czerpać korzyści z niższych kosztów kapitałowych, koncentrując swoje zasoby badawczo-rozwojowe na rynku końcowym. 

## Największe przedsiębiorstwa
Największe pod względem przychodów w 2023 przedsiębiorstwa działające w modelu fabless to: 
| Ranga | Firma    | Siedziba          | Przychody (w miliardach US$ ) |
| ----- | -------- | ----------------- | ----------------------------- |
| 1     | Nvidia   | Stany Zjednoczone | 49                            |
| 2     | Qualcomm | Stany Zjednoczone | 31                            |
| 3     | Broadcom | Stany Zjednoczone | 28                            |
| 4     | AMD      | Stany Zjednoczone | 22                            |
| 5     | Apple    | Stany Zjednoczone | 19                            |